# Vatica brunigii
Espèce
Classification phylogénétique
Statut de conservation UICN

 EN A1cd : En danger
 Vatica brunigii est un grand arbre sempervirent endémique de Bornéo.

## Répartition
Forêts côtières de Bornéo.

## Préservation
Espèce menacée par la déforestation et l'exploitation forestière.